# Motherfucker

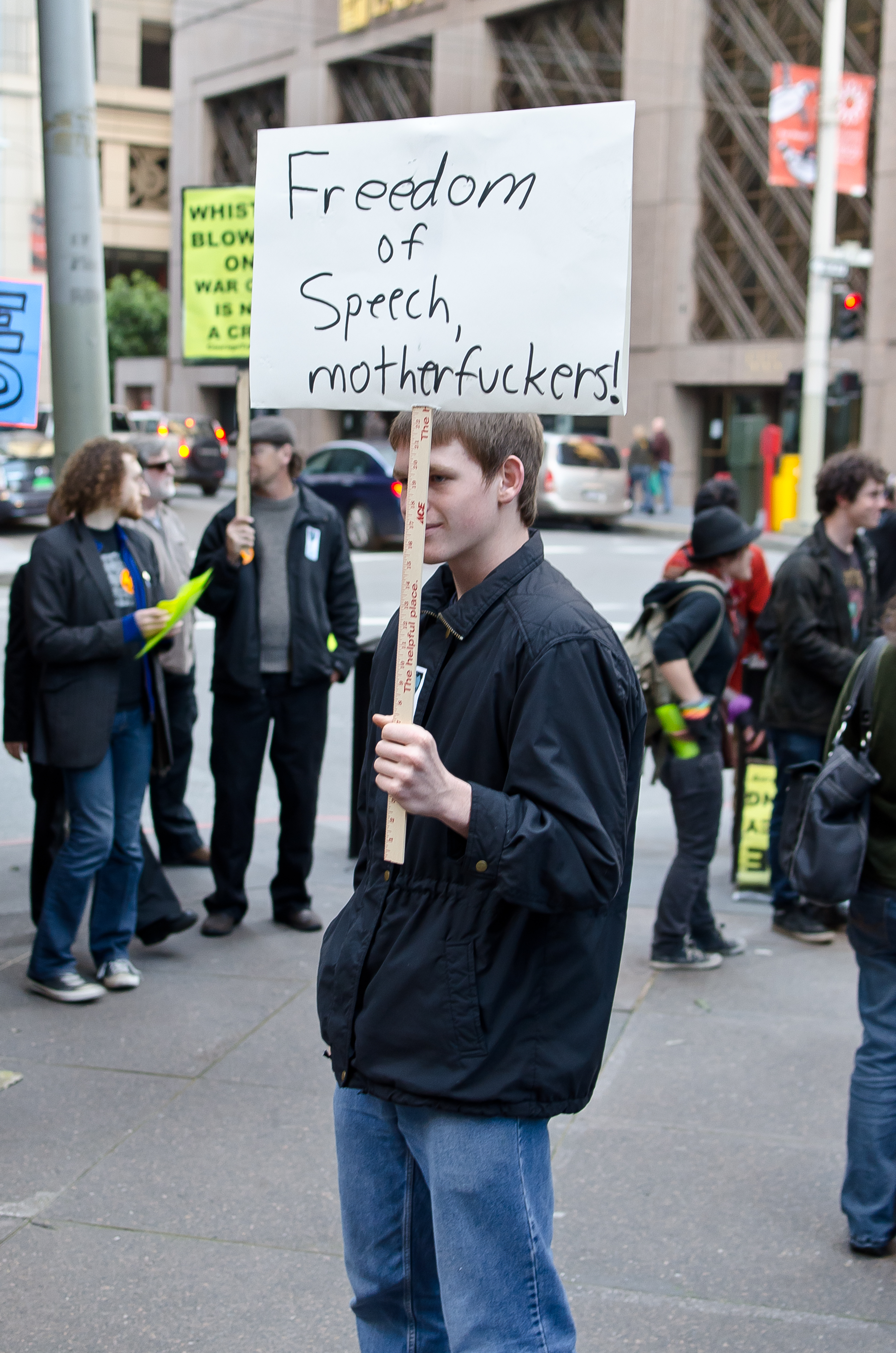
2011년 샌프란시스코에서 표현의 자유 사인을 들고 있는 남성

Motherfucker(마더퍼커)는 영어의 비하어로, 원래는 북아메리카의 속어이다.

## 개요
단어의 어원은 어머니와 근친상간을 하는 사람을 의미한다. 즉 어머니를 향하는 욕설이 아니라 듣는 청자에게 향하는 욕설이다. 현대에 들어서는 뜻이 욕설로 변질되어 바보, 겁쟁이, 빌어 먹을 놈 등의 의미로도 사용된다. 재판 기록 등으로 확인할 수 있는 초창기의 기록으로는 1889년에 텍사스 고등 법원에서 형용사가 사용되어 'God damned mother-fucking, bastardly son-of-a-bitch'가 기록되어 있다. 상대를 모욕하는 말은 최상급의 의를 가지며, 미디어에서 금지 용어이다.
그러나 영어의 특성상 어떤 상황에서 얼마나 진지하게 사용했는가에 따라 이 단어가 가지는 공격성이 달라진다. 생활영어에 익숙하지 않은 한국인들이 자주 실수하는 부분인데, 영어에서 주로 사용되는 fwords류 욕설단어는 어떤 어투로 뱉느냐에 따라 하나의 단어가 가벼운 위트에서 심한 모욕까지 완전히 다른 뉘앙스를 갖는다. 따라서 무조건적으로 '최상급의 모욕'이라는 한정적 용도만으로 이용되는 것은 아니다. 대표적인 예가 항상 motherfucker를 외치기로 유명한 배우 사무엘 L. 잭슨.
또한 흑인을 의미하는 모멸 용어로도 사용된다. 옛날, 흑인이 백인에게 지배되고 있던 때 흑인의 피를 잃지 않기 위해서는 생식의 상대로서 어머니 밖에 없었던 것이 유래이다.
짧게로는 "mofo", "mf", "mf'er"가 사용된다.